# のーぎゃらくん
のーぎゃらくんとは、日本のラジオ番組である。

## 概要
文化放送のBSデジタルラジオチャンネル・BSQR489で放送されていたお笑い系バラエティ番組。
内容は、月に数回開催される「文化放送お笑い芸人大マジ品評会 のーぎゃらくん」で「ディレクター賞」を受賞したお笑い芸人が2週にわたりメインパーソナリティとして出演し番組側が用意したコーナーに挑戦していく、というものである。アシスタントは、文化放送の鈴木純子アナウンサー。
番組ホームページでは、「ディレクター賞」を受賞したお笑い芸人のネタを動画で見ることができる。

## オープニング・エンディングテーマ曲
- オープニングテーマ：「プレイメイト・オブ・ザ・イヤー」/ゼブラヘッド
- エンディングテーマ：「ダウンタウン」/EPO

## 放送時間など
- かつては文化放送・NACK5・テレビ朝日の3局が共同運営する地上デジタルラジオチャンネル・DigiQ+N 93（デジキューン93）でも放送していたが、その後はBSQR489のみでの放送となっている。
- AMラジオ局がナイターオフ期の編成をしているときは、文化放送がローカル局向けに制作するバラエティー番組「ラジオアミューズメントパーク」の放送枠内という形で2004年度まで月曜21:00-22:00に放送した局もあった。

「のーぎゃらくん」をナイターオフ期にネットしていた放送局
- 北日本放送（2003年10月～2004年3月のみ）
- 和歌山放送（2004年10月以降）
- 山口放送
- 西日本放送
- 長崎放送
- ラジオ沖縄